# Littke család
A lengyel származású Littke család (eredetileg Liedtke) elsősorban a Littke pezsgőgyárral tett szert hírnévre. A pezsgőkészítés mellett a családból többen is fontos szerepet játszottak Pécs város polgári életében.

## Története

### Littke Lőrinc
A Littke család az 1700-as évek legelején telepedett le Pécsett. Az 1722-es telekkönyvben Lietke János és Lytke János szerepel. A 19. század elején még elsősorban szabómesterséggel foglalkoztak és nagy vagyonra tettek szert. Székhelyük a Szigeti külvárosban volt. Ekkor született Littke Lőrinc (1809–1879), aki csecsemő korában agyhártyagyulladást kapott. Úgy maradhatott életben mégis, hogy fél éven át meleg borban fürdették és lágy kendőbe bugyolálták. Talán így fészkelte be magát a gyermeki lélekbe, az öntudatba a bor iránti érdeklődése. A családi hagyományok Lőrincet a szabómesterség felé irányították, ezért a mesterlevél megszerzése előtt vándorútra indult Ausztrián, Németországon, Franciaországon és Olaszországon át. Kiváló mesterek műhelyeiben tanult és megismerte a szakma minden fortélyát. Miután hazatért, 1831-ben feleségül vette Taite Johannát, aki egy szövetkereskedőnek volt a lánya.
Már házas volt, amikor elkezdett komolyabban alkímiával foglalkozni, keresve-kutatva a „bölcsek kövét”. Igen gyakran még az életével is játszott a kísérletek során. Ahhoz, hogy folytassa kísérleteit, külső segítségre volt szüksége. Így jutott el a borkereskedelmi kapcsolatok kiépítésének ürügyével Pozsonyba, az Esch és Társa pezsgőgyárba, ahol a gyártási feltételekkel, az erjesztéssel és tárolással is megismerkedett. Pécsre visszatérve pincerendszer kereséséhez fogott, hogy megkezdhesse a gyártást. Így talált rá a Scitovszky tér 7. szám alatti pincelabirintusra. Az 1840-es években mindemellett sikeres szénbánya-vállalkozása is volt. A bányatársaság 1851-re felépítette a Flórián-aknát, majd később széntelepet is vásárolt.
1859-ben kezdte meg a pezsgőgyártást. Littke Lőrinc valóban tekintélyes létesítmény-együttest alkotott és hagyott hátra utódainak. Látványos külső, zöld pázsit, fehér utak, vízsugarat lövellő kutak, délvidéki pompát sugárzó trópusi növények, valóságos kis sziget jellemezte a birodalmat. Lőrinc a kezdetektől arra törekedett, hogy különleges ízű, extra zamatú pezsgőkkel lepje meg a piacot. Olyanokkal, amelyek idehaza és külföldön egyaránt figyelemre számíthattak. Kísérletei során növényi kivonatok és párlatok egész sorát próbálta ki: zellert, hársfavirágot, de próbálkozott bodzavirággal és cseresznyevirággal is.
Lőrinc hosszú évtizedeken át tagja volt a városi törvényhatóságnak, de élete nagy alkotása a pezsgőgyár volt. A sikerek csúcsán állt, amikor 70 éves korában megállt a szíve.

### Littke József
Az örökösök közül Lőrinc fia, Littke József (1872. október 15. - 1937. március 16.) vette át a vállalat irányítását. József apjához hasonlóan külföldön leste el a mesterség fogásait, Bécsben és a francia Champagne-ban és Épernay-ben dolgozott évekig. Kereskedelmi ismereteit pedig Londonban szerezte. Pécs polgárai a törvényhatósági bizottság tagjai közé választották, ahol hosszú időn át a testület egyik vezéralakjaként tartották számon. Megbecsülését tükrözi az is, hogy a Pécsi Nemzeti Casino több alkalommal is alelnökévé, a Pécsi Kereskedelmi és Iparkamara pedig elnökévé választotta. Gyors felfogású, helyes ítélőképességű, meggyőző beszédű, jó szónoki képességekkel megáldott emberként ábrázolták, aki bírálatát mindig kíméletlen szigorral gyakorolta. Részese volt annak az állásfoglalásnak, hogy 1899-ben borvizsgáló bizottságot hozzanak létre. 1902-ben Bécsben a Löw-féle szanatóriumban megműtötték bélrákkal, majd szövődmények léptek fel, amibe a műtét után pár nappal belehalt.

### Ifj. Littke József
A gyár vezetését fia, ifj. Littke József vette át, aki a Kereskedelmi Akadémia után hosszabb franciaországi tanulmányúton ismerte meg a pezsgőgyártás újabb módszereit. Rövid idő alatt ismét korszerűsítette az üzemet, különösen a pince berendezéseire fektetett nagyobb hangsúlyt, melyet tovább épített és megnagyobbított. Rendkívüli kereskedelmi érzékkel bírt, így a francia pezsgő többé-kevésbé sikeres versenytársa kezdett lenni. Nemcsak a gyár fejlesztésében vitt nagy szerepet, hanem a város társadalmi és közéletében is vezető, példamutató tevékenységet folytatott. 1912-ben lőrincbányai előnévvel magyar nemességet kapott. A nagy gyári fellendülést az első világháború utáni szerb megszállás követte. Ez idő alatt ellenállásokat szervezett, ezért többször ült börtönben. Addig bátyja gyermeke, Kálmán vezette a gyárat. József 1919-től a Pezsgőgyárosok Országos Egyesületének alapító tagja volt. 1924-ben közgazdasági munkálkodása elismeréseként Magyar Királyi Kormányfőtanácsosi címet kapott. 1937-ben hunyt el.

### Legifj. Littke József
A gyár vezetését a legifjabbik Littke József vette át, aki az érettségi után az I. világháborúban a Nemzeti Hadsereg szervezésében huszártisztként vett részt. Leszerelése után a Keleti Kereskedelmi Akadémián, majd a Klosterneuburgi Borkémiai és Szőlészeti Szakiskolában tanult. Miután az elméleti és gyakorlati ismereteit Reimsben és Épernay-ben elmélyítette, elsőrendű szakemberré vált a pezsgőgyártás, a borvegytan és -gazdaság területén. A háború alatt nem tudott vállalata irányításában teljes mértékben részt venni, mert mint franciául jól beszélő tisztnek a balatonboglári francia hadifogolytábor parancsnoki feladatát kellett ellátnia. Az államosítás után a pezsgőtermelés Pécsett teljesen megszűnt, majd 1966-ban az Állami Pincegazdaságban indult el újra. Legifjabb Littke József 1963-ban halt meg.